# Igreja de Nossa Senhora do Carmo (Belém)
A Igreja de Nossa Senhora do Carmo é uma igreja católica dedicada à Nossa Senhora do Carmo e localizada no Centro Histórico de Belém. A construção atualmente existente data do século XVIII, tendo, em sua história, participação do arquiteto Antônio Landi. Foi restaurada em 2015, por iniciativa da Arquidiocese de Belém do Pará em parceria com a Vale e apoio do Instituto do Patrimônio Histórico e Artístico Nacional (IPHAN). Foi tombada como patrimônio nacional pelo IPHAN, em 1941.

## História
Em 1626, vindos do Maranhão com o objetivo de catequizar índios e filhos de soldados, a Ordem dos Carmelitas Calçados se estabeleceu no Pará. No primeiro local em que se instalaram, construíram uma pequena capela. Posteriormente, em 31 de maio de 1627, se instalaram em um terreno localizado à Rua do Norte, atual Siqueira Mendes, em uma área conhecida como Alagadiço da Juçara. O terreno fora doado pelo capitão-mor Bento Maciel Parente, onde ficava sua residência, uma casa de campo de taipa-de-pilão. No local, construíram uma pequena capela e utilizaram a casa como convento, que foi o primeiro da capitania. O seu primeiro vigário foi o Frei André da Natividade.
Dentro de 70 anos, estas edificações encontravam-se em ruínas; foram, então, demolidas em 1690, para dar lugar a uma nova igreja e um novo convento. O então governador Antônio de Albuquerque Coelho de Carvalho lançou solenemente as fundações da nova igreja. As obras foram interrompidas em 2 de julho de 1696, por interdição do bispo, já que lá estava sepultado um excomungado. Os carmelitas precisaram recorrer ao Juízo da Coroa de Portugal, obtendo decisão favorável somente em 21 de abril de 1700. Depois do impasse, as obras continuaram, sendo concluídas em definitivo apenas em 1721, sob a regência do Frei Victoriano Pimentel..

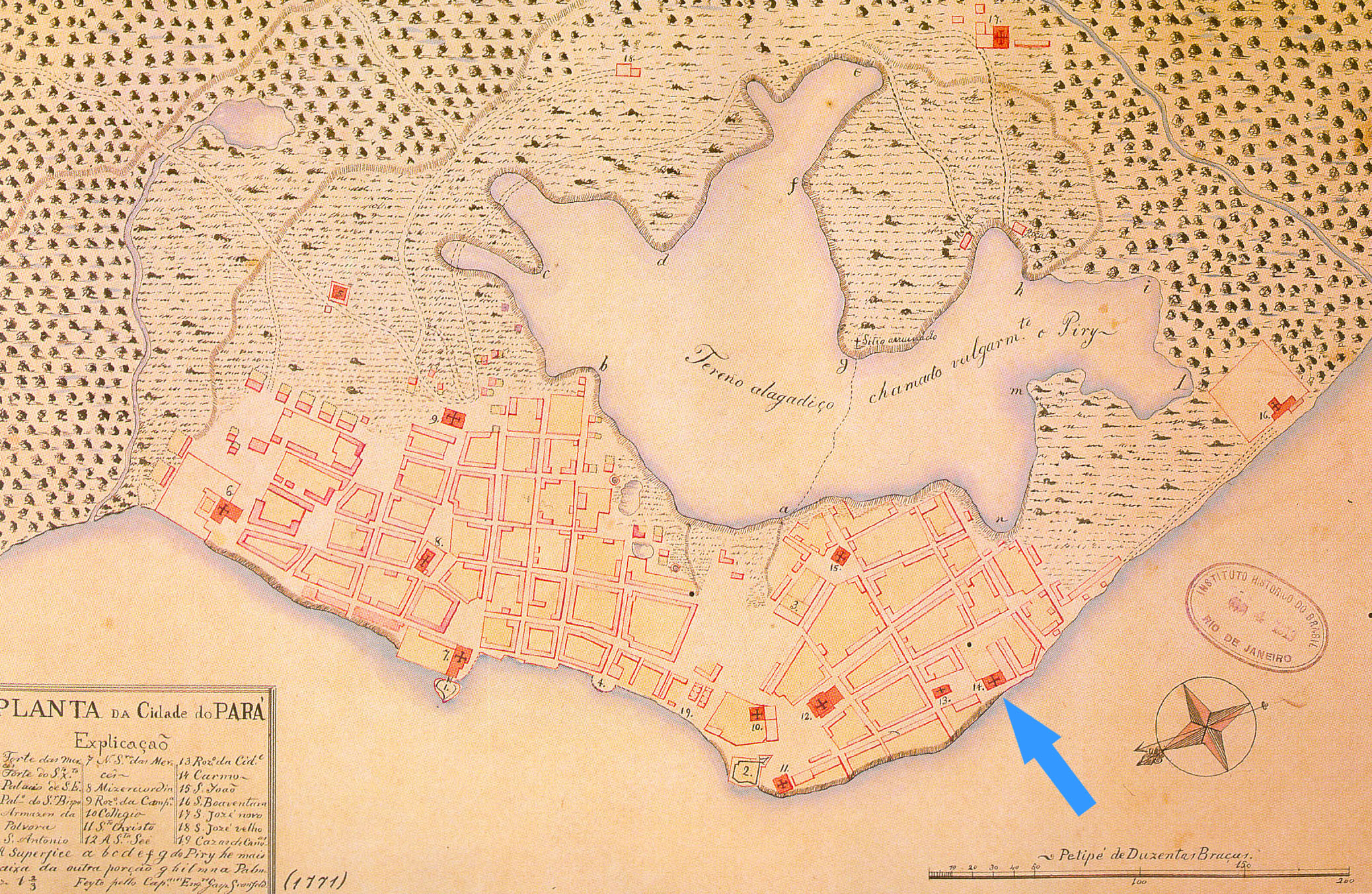
Planta de Belém de 1771, com a Igreja do Carmo em destaque

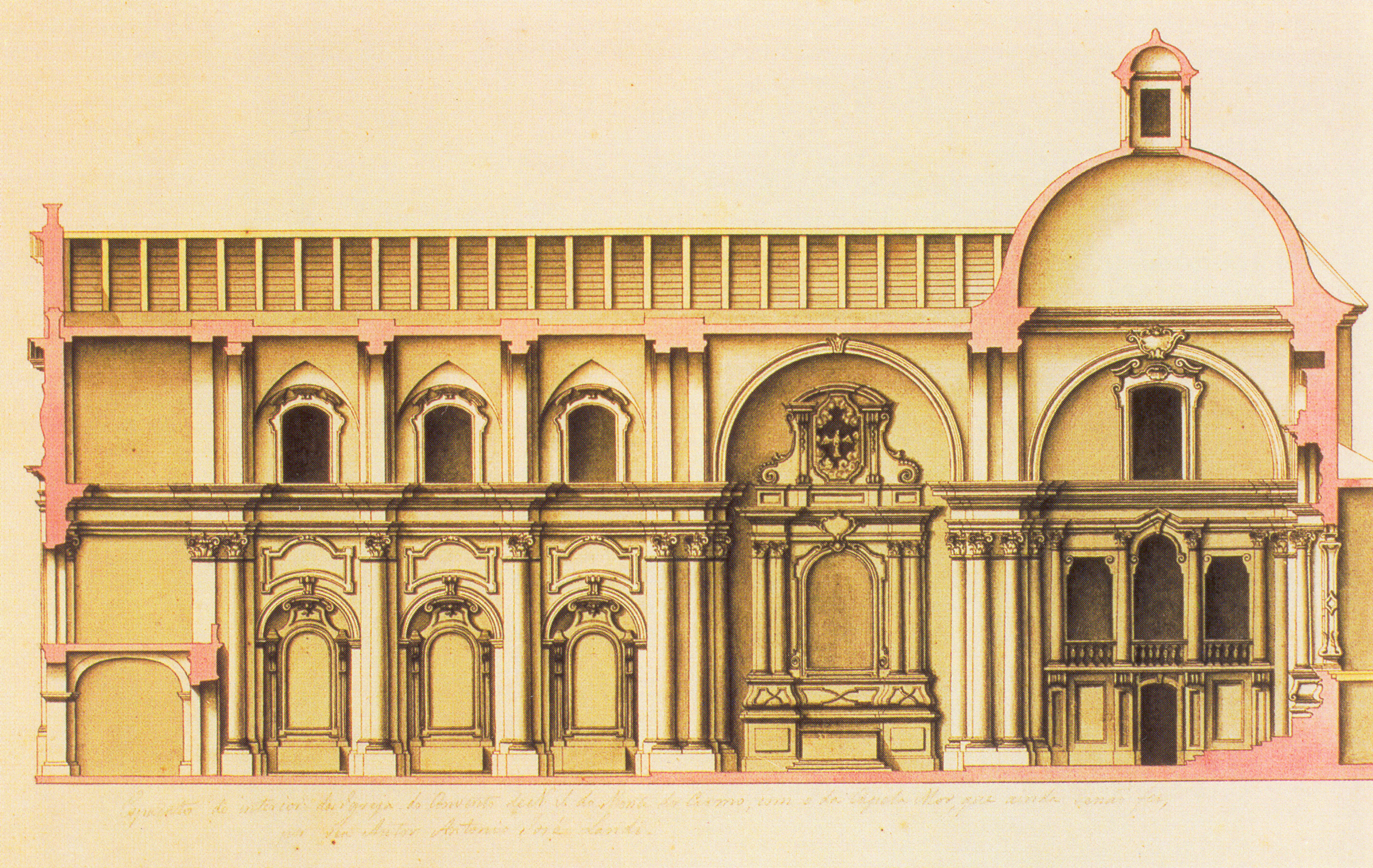
Corte longitudinal do projeto de Landi, com solução de cobertura em cúpula, não construída, em favor do altar barroco anterior

Em meados daquele século, o padre carmelitano Antônio de Azevedo partiu para Lisboa, a fim de encomendar para a igreja uma fachada em pedra. Em 24 de julho de 1750, os mestres-pedreiros José Pereira e Manuel Gomes foram contratados para talhá-la. A conclusão só se deu em 1756, devido a questões financeiras; a fachada em pedra chegou em Belém, pronta para ser montada, junto dos mestres-pedreiros contratados para este fim, Manuel Gomes e Jerônimo da Silva. As obras de assentamento da fachada, entretanto, causaram problemas irremediáveis à construção existente. O arquiteto italiano Antônio Landi, que se encontrava em Belém, foi contratado para solucionar o problema do acréscimo da fachada à nave existente, que precisou ser demolida. A nova construção, projetada por Landi, possuía duas naves, a principal e a do cruzeiro (transepto). Apenas o altar-mor sabe-se que foi preservado da construção anterior. Algumas fontes indicam que a reforma de Landi tenha concluído em 1766; outras fontes afirmam que as obras tenham iniciado neste ano, que a igreja tenha sido reinaugurada em 1777, mas que a conclusão definitiva da reforma tenha acontecido apenas em 1784.
Na segunda metade do século XIX e primeira metade do século XX, foram realizadas intervenções na arquitetura da igreja, de acordo com os gostos da época. Foi feita uma pintura em azul celeste, com encrustamento de estrelas douradas, no teto da nave central. Foram feitas pinturas escaiolas nas paredes e retábulos, herança de prática já realizada por Landi no século XVIII. Na década de 1900, o piso de tijoleira colonial foi substituído por ladrilhos hidráulicos.
O convento, localizado ao lado da igreja, com um claustro central quadrado, assim como sofreu muitas alterações físicas ao longo do tempo, também abrigou atividades diversas. No século XIX, nele funcionou o Conselho Geral da Província e também a primeira sede da Assembleia Legislativa Provincial. Abrigou por algum tempo o "Colégio Paraense", um tradicional internato da cidade. Serviu também para o Asilo de Órfãs Desvalidas, de hospital militar e de seminário menor.
No ano de 1848, os frades da Ordem do Carmo no Pará já estavam reduzidos a quatro. Em 1891 a Ordem foi definitivamente extinta no Pará, com a morte do último carmelita que ainda vivia no Norte do Brasil, Frei Caetano de Santa Rita Serejo, Vigário Provincial do Maranhão. Os bens ficaram sob a jurisdição dos bispos. Foi já no século XX, em 1930, que o padre Angelo Cerri, com o apoio do bispo do Pará, Dom Irineu Joffily, trouxe a Ordem dos Salesianos para administrar a igreja e ocupar o convento, onde mantêm até hoje uma escola de ensino fundamental e médio.
Atualmente a Igreja, está sobre a responsabilidade da Comunidade Sementes do Verbo. O prédio da escola foi transformado em uma Casa de Missão da Comunidade. A Casa está destinada para acolher e promover Retiros, além de também realizar a Escola do Ano Sabático.  

### Restauração
Em fevereiro de 2013, foram iniciadas obras de restauração na igreja. O projeto fora apresentado pelo IPHAN em 2012, orçado em cerca de R$ 4,2 milhões. A realização da obra deveu-se a uma parceria entre a Arquidiocese de Belém e a Vale, com apoio do IPHAN, sendo financiada por recursos próprios e também por meio da Lei de Incentivo à Cultura. Após dois anos de obras, a igreja foi reaberta em março de 2015.

## Arquitetura

Planta esquemática da igreja.
Legenda:
Igreja
Capela de adoração
Capela da Ordem Terceira
Anexo
Colégio do Carmo

### Fachada
Talhada em lioz pelos mestres-pedreiros José Pereira e Manuel Gomes, entre os anos de 1750 e 1756, a fachada foi produzida em Portugal e transportada para ser montada em Belém, sendo a única em pedra da cidade. Não foi, entretanto, o único caso brasileiro em que uma fachada inteira foi importada de Portugal. Tem estilo pombalino, apresentando um desenho sóbrio característico deste período.
A fachada, marcada por pilastras toscanas, apresenta um corpo central e dividido em dois pisos e três panos, sendo encimado por um frontão mistilíneo, com pináculos em forma de vasos com fogaréus. Sobre o frontão, há uma cruz de ferro; seu tímpano é fendido por um óculo. O corpo central é enquadrado por torres laterais, com cúpulas vazadas por óculos e forma levemente bulbosa.
No nível térreo da fachada, três dos cinco arcos de volta perfeita, correspondentes ao corpo central, dão acesso ao nártex através de portas. Nas faces das torres, os arcos são cegos, embora abaixo deles abram-se janelas. O nível superior é vazado por cinco janelas que correspondem aos arcos abaixo, sendo a central uma porta-janela. As janelas são emolduradas com dois modelos pombalinos distintos simetricamente distribuídos, intercalados pelas pilastras. Algumas autoras classificam estes pequenos frontões como tendo traços borromínicos.
Alguns de seus elementos arquitetônicos, que já eram comuns em Lisboa, foram introduzidos em Belém por meio desta fachada, como o frontão ondulado e as cúpulas vazadas por óculos. Segundo Mendonça, a sua tipologia, rasgada por nártex e enquadrada por torres laterais, era comum às igrejas de conventos carmelitas e franciscanos, de forte tradição em Portugal e no Brasil.

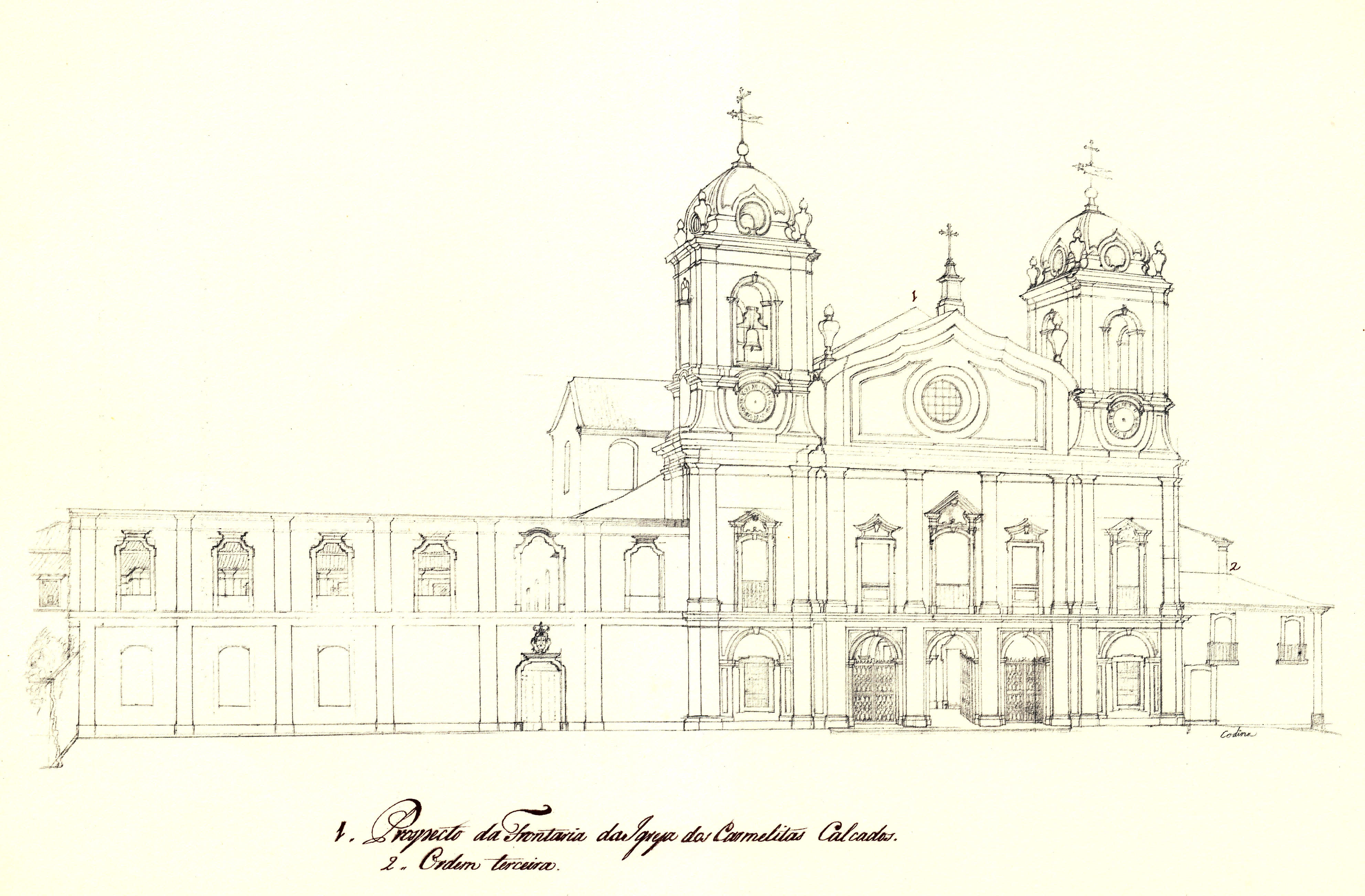
Desenho à pena da fachada em 1784
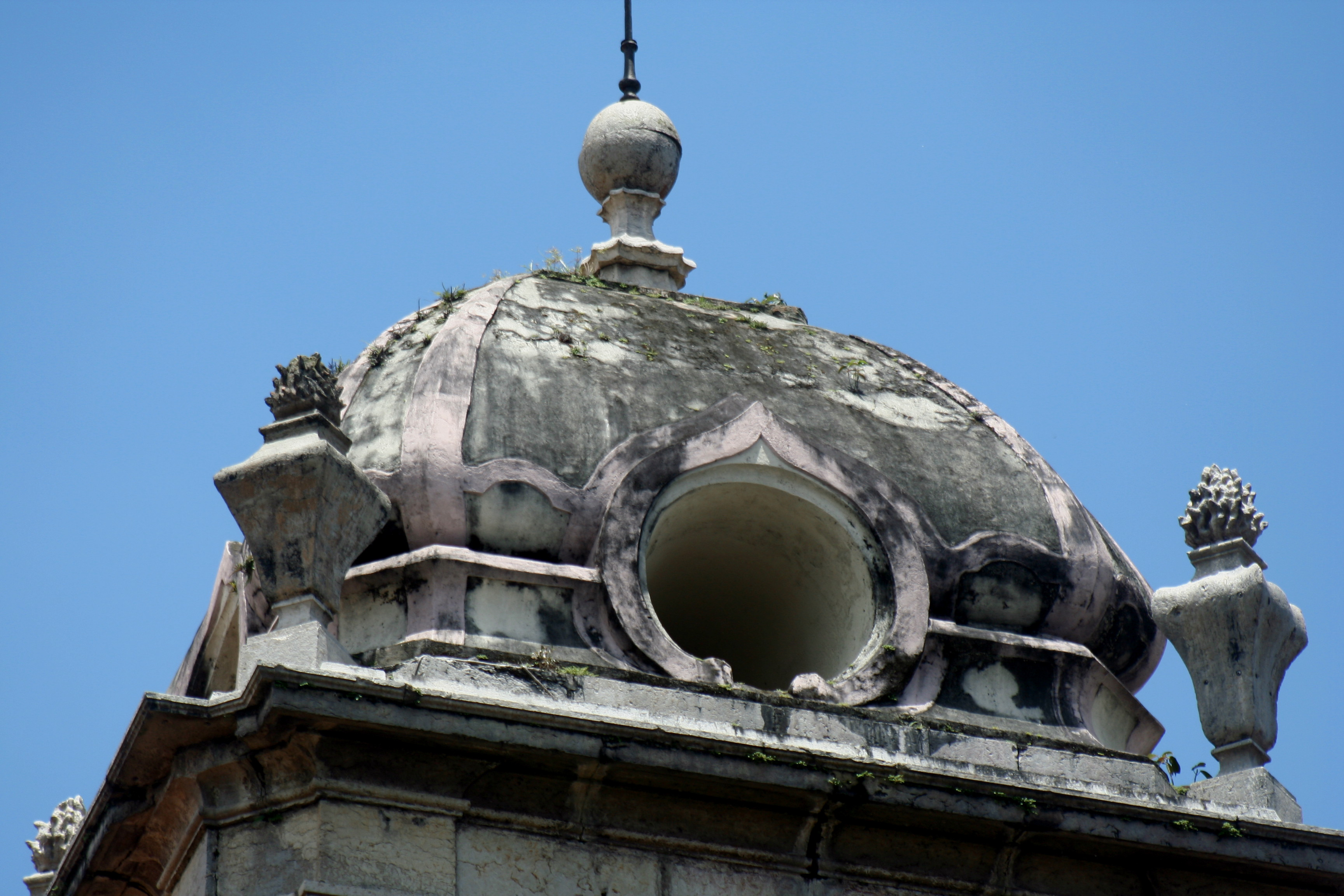
Detalhe da cúpula de uma das torres
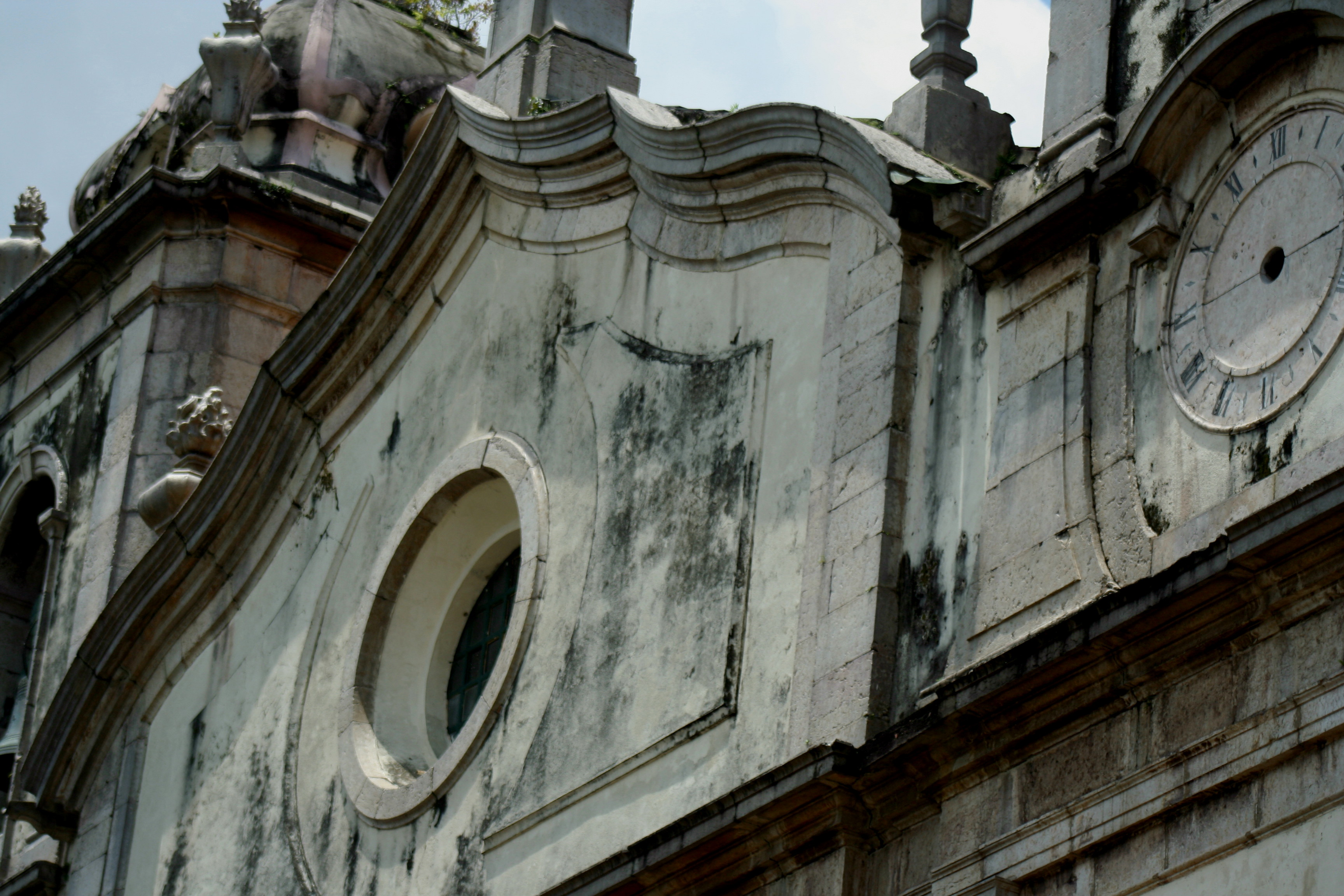
Frontão do corpo central, com óculo
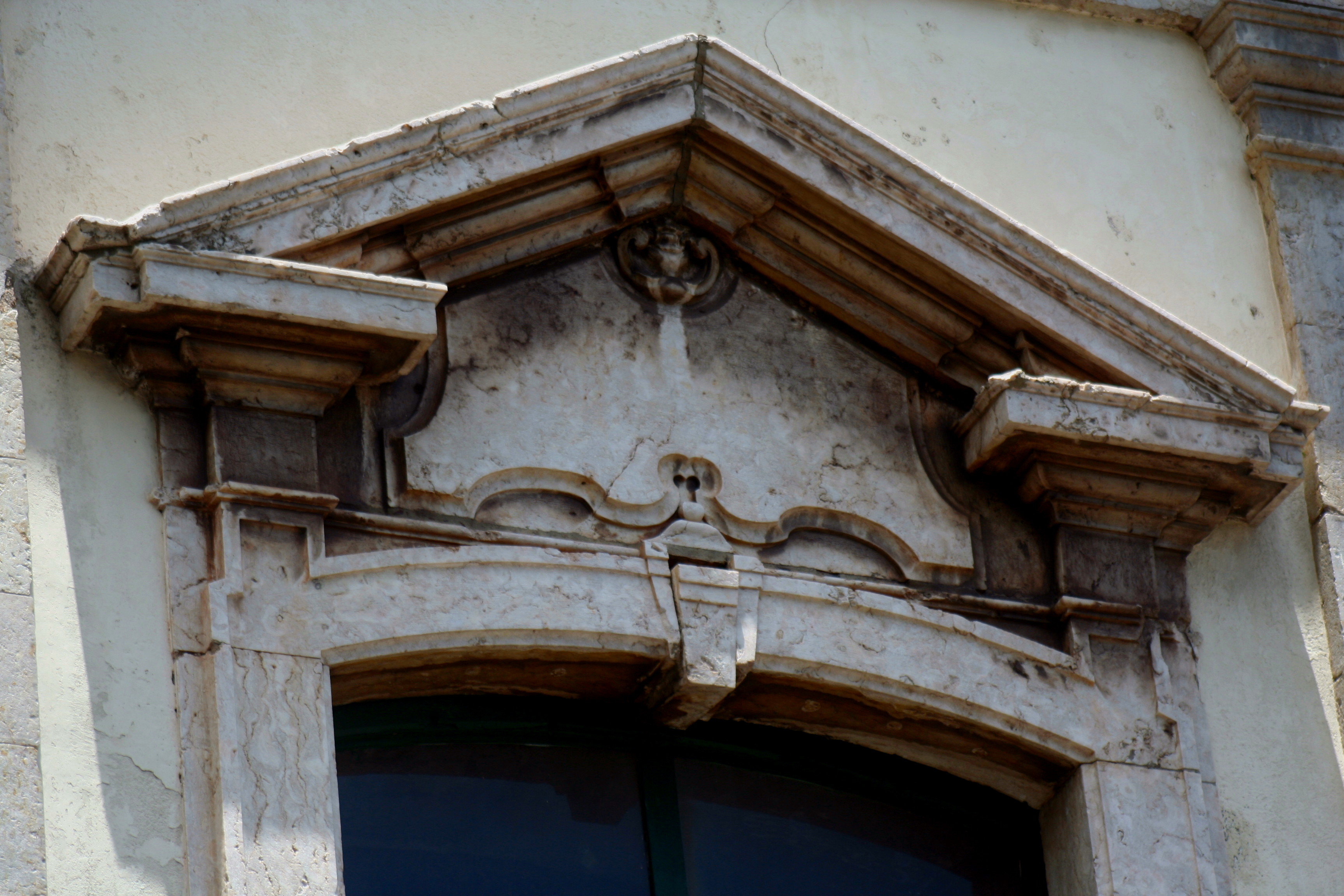
Frontão aberto da porta-janela central no nível superior

### Átrio
No átrio da igreja, encontram-se sepultados importantes personalidades da história do Pará, como o capitão general Pedro Albuquerque, o governador Francisco Coelho de Carvalho, o ouvidor-geral Mateus Dias da Costa e o presidente cabano Félix Clemente Malcher.

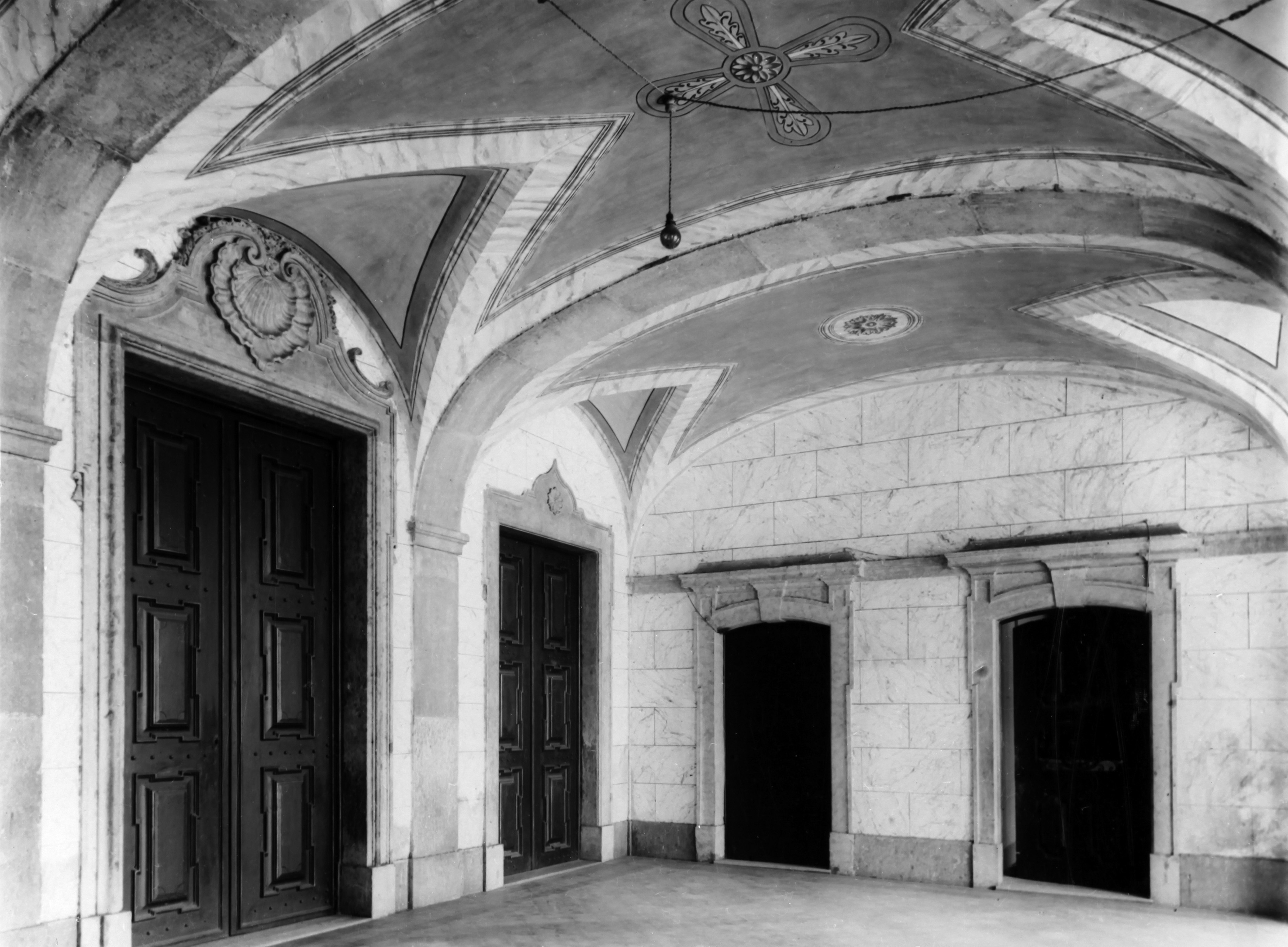
Nártex, em foto de 1940
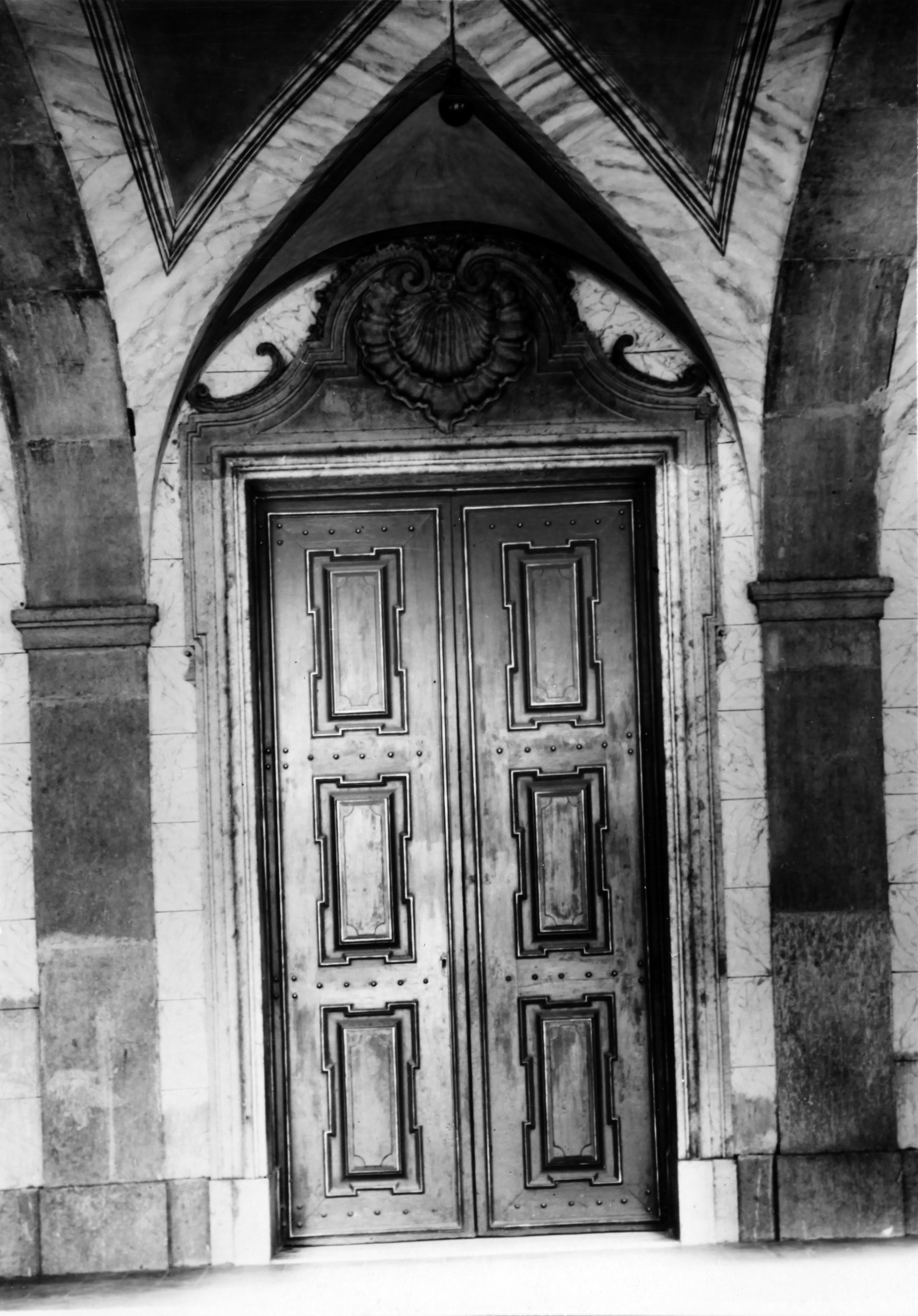
Porta central que dá acesso à nave
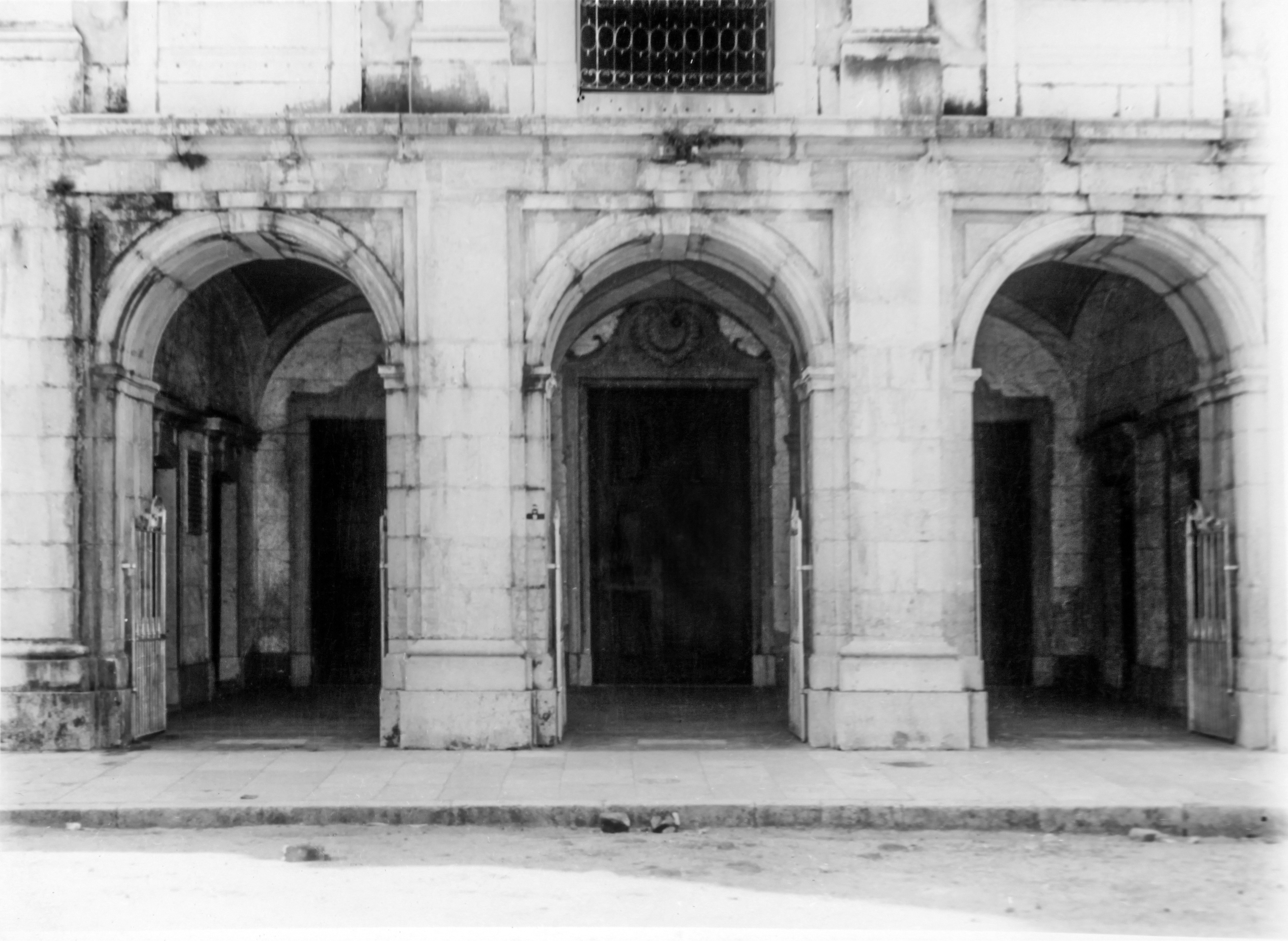
Nártex visto do exterior

## Tombamento
A Igreja de Nossa Senhora do Carmo, em Belém do Pará, foi tombada pelo Instituto do Patrimônio Histórico e Artístico Nacional (IPHAN) em 3 de janeiro de 1941.